# JoJolion
JoJolion (jap. ジョジョリオン Jojorion) – manga autorstwa Hirohiko Arakiego, ósma z części serii JoJo’s Bizarre Adventure. Ukazywała się na łamach magazynu „Ultra Jump” wydawnictwa Shūeisha od maja 2011 do sierpnia 2021. Całość została zebrana w 27 tomach. Akcja osadzona jest w Japonii w 2011 roku i opowiada o losach Josuke Higashikaty, młodego mężczyzny cierpiącego na amnezję wsteczną, który próbuje odkryć swoją tożsamość w Morioh, nadmorskim japońskim miasteczku dotkniętym trzęsieniem ziemi w Tōhoku. Jednak poszukiwania wciągają Josuke oraz jego przybraną rodzinę w niedokończone sprawy związane z jego poprzednim życiem oraz nadchodzącym nieludzkim zagrożeniem.

## Fabuła
Po katastrofalnym trzęsieniu ziemi w Tōhoku w 2011 roku, w pobliżu wybrzeża miasteczka Morioh pojawiają się dziwne struktury, potocznie nazywane Ściennymi Oczami, a ziemia pod nimi zyskuje zdolność zmiany cech zakopanych w nich obiektów. Studentka lokalnego uniwersytetu, Yasuho Hirose, znajduje tajemniczego, młodzieńca z amnezją zakopanego pod jednym ze Ściennych Oczu. Tymczasowo nazywa go „Josuke”, a następnie razem wyruszają na poszukiwanie jego wspomnień i tożsamości. Podczas gdy Yasuho prowadzi swoje dochodzenie, młodzieńcem zaczyna opiekować się rodzina Higashikata. Yasuho podejrzewa, że Josuke może być powiązany z zaginięciem lekarza o imieniu Yoshikage Kira. Kiedy Yasuho odwiedza nieuleczalnie chorą matkę Kiry, Holy Joestar-Kirę, Josuke odkrywa, że jest połączeniem Kiry i kogoś innego.
Kiedy Josuke konfrontuje się z patriarchą rodziny, Norisuke Higashikatą IV, w sprawie powodów, dla których go przyjął, dowiaduje się, że rodzina Higashikata potrzebuje wspomnień Kiry, aby zakończyć rodzinną klątwę, która zamienia w kamień pierworodne dziecko każdego pokolenia. Kira był zaangażowany w badania nad owocem o nazwie Locacaca, który potrafi uleczyć jedną część ciała spożywającego, osłabiając przy tym inną. Norisuke nie jest świadomy, że jego najstarszy syn, Jobin, nielegalnie zdobywa i sprzedaje owoce Locacaca we współpracy z tajemniczą grupą istot o kamiennej naturze, znanych jako skalni ludzie, którzy dążą do wyeliminowania Josuke oraz do zdobycia wyższej pozycji w społeczeństwie.
Josuke dowiaduje się później, że przed jego przebudzeniem Kira i niejaki Josefumi Kujo zaszczepili gałąź Locacaca na drzewie w sadzie rodziny Higashikata, tworząc nowy rodzaj owocu Locacaca, który do procesu leczenia wykorzystuje inną osobę jako ofiarę. Kiedy Kira został śmiertelnie raniony przez skalnych ludzi, Josefumi użył nowego owocu Locacaca, aby go wyleczyć, gdy obaj upadli w miejscu przyszłych Ściennych Oczu. Zrozumiawszy, że jest połączeniem Josefumiego i Kiry, Josuke postanawia odnaleźć nowy owoc Locacaca i użyć go do wyleczenia Holy, tak jak zamierzali Kira i Josefumi. Tymczasem matka Jobina, Kaato, opuszcza więzienie po 15 latach odsiadki za zabicie dziecka w celu ratowania życia Jobina. Choć Jobin wita się z matką po jej powrocie, ukrywa przed nią swój plan wykorzystania gałęzi Locacaca, by wyleczyć swojego własnego syna, Tsurugiego.
Na prośbę Norisuke Josuke spotyka się z ekspertem od roślin, Raiem Mamezuku, którego prowadzi do sadu Higashikatów, by zidentyfikować gałąź Locacaca. Tymczasem sojusz Jobina ze skalnymi ludźmi zaczyna się rozpadać, co ostatecznie zmusza go do podpalenia sadu, by uniemożliwić zarówno Josuke, jak i skalnym ludziom zdobycie gałęzi. Ostatecznie dwóch skalnych ludzi pojawia się w ambulansie, aby przejąć nową gałąź Locacaca, nie wiedząc, że Tsurugi wprowadził w błąd zarówno ich, jak i grupę Josuke, wykorzystując swój stand; w rzeczywistości gałąź nadal znajduje się w posiadaniu Jobina. Po pokonaniu jednego ze skalnych ludzi, podszywającego się pod lekarza, trzej bohaterowie wyruszają na poszukiwania dyrektora szpitala.
Grupa spotyka w szpitalu stażystę imieniem Toru, który wskazuje im drogę do dyrektora placówki, Satoru Akefu. W trakcie pościgu zostają zaatakowani przez zdolność Akefu, która manipuluje prawami natury, aby atakować tych, którzy go ścigają. Bohaterowie zmuszeni są się rozdzielić; Josuke udaje się zwabić dyrektora szpitala, aby ten ruszył za nim i Mamezuku. W międzyczasie Yasuho prowadzi własne śledztwo w domu Higashikatów, przypadkowo ujawniając rodzinie istnienie gałęzi Locacaca. Norisuke konfrontuje się z Jobinem, który go obezwładnia; wkrótce jednak sam Jobin zostaje zabity przez siłę nieszczęścia, gdy na miejsce zdarzenia przybywa Toru. Yasuho uświadamia sobie, że to Toru jest użytkownikiem standu kontrolującego katastrofy, Wonder of U, którego Mamezuku i Josuke identyfikują jako samego Akefu.
Mamezuku i Josuke bezskutecznie próbują zastawić pułapkę na Satoru Akefu; Mamezuku zostaje śmiertelnie ranny przez Akefu, ale przed śmiercią ujawnia Josuke istnienie ukrytej mocy rotacji, którą ten posiada. Yasuho następnie kontaktuje się z Josuke, by przekazać mu swoje odkrycia. Choć Akefu unika ataku Josuke, ten wraz z Yasuho łączą swoje zdolności z mocą rotacji, aby zaatakować Toru przy użyciu bańki. Ciężko ranny Toru zjada dojrzewający owoc z gałęzi i próbuje zainicjować wymianę, jednak zostaje unieruchomiony przez Kaato, która przyszpila go do ziemi. Kaato zmusza Toru do wymiany z Tsurugim, by ten przejął jego klątwę, co prowadzi do śmierci zarówno Toru, jak i Kaato. Ostatnia część nowej gałęzi Locacaca zostaje zniszczona w tym procesie.
Po ponownym spotkaniu Josuke i Yasuho odwiedzają Holy w szpitalu. Yasuho dostrzega matkę Josefumiego na parkingu, ale Josuke decyduje się nie przedstawiać jej, akceptując fakt, że nie jest ani Josefumim, ani Kirą. Następnie spotykają się z rodziną Higashikata w cukierni, gdzie wszyscy zastanawiają się nad wyborem ciasta, by uczcić wyjście Norisuke ze szpitala. Ostatecznie rodzina powierza decyzję Josuke, a Yasuho żegna się z nimi, zadowolona, że Josuke znalazł kochającą rodzinę i nowe życie.

## Publikacja serii
Manga ukazywała się od 19 maja 2011 do 19 sierpnia 2021 w magazynie „Ultra Jump”, co czyni ją najdłużej publikowaną częścią serii JoJo’s Bizarre Adventure. Wydawnictwo Shūeisha zebrało jej 110 rozdziałów w 27 tankōbonach, wydawanych od 19 grudnia 2011 do 17 września 2021.
| Nr       | Data wydania (język japoński) | ISBN (język japoński)  |
| -------- | ----------------------------- | ---------------------- |
| 1 (105)  | 19 grudnia 2011               | ISBN 978-4-08-870311-4 |
| 2 (106)  | 19 kwietnia 2012              | ISBN 978-4-08-870413-5 |
| 3 (107)  | 19 września 2012              | ISBN 978-4-08-870526-2 |
| 4 (108)  | 17 maja 2013                  | ISBN 978-4-08-870642-9 |
| 5 (109)  | 18 października 2013          | ISBN 978-4-08-870830-0 |
| 6 (110)  | 19 marca 2014                 | ISBN 978-4-08-870891-1 |
| 7 (111)  | 19 maja 2014                  | ISBN 978-4-08-880087-5 |
| 8 (112)  | 17 października 2014          | ISBN 978-4-08-880238-1 |
| 9 (113)  | 19 lutego 2015                | ISBN 978-4-08-880314-2 |
| 10 (114) | 17 lipca 2015                 | ISBN 978-4-08-880436-1 |
| 11 (115) | 18 grudnia 2015               | ISBN 978-4-08-880548-1 |
| 12 (116) | 18 marca 2016                 | ISBN 978-4-08-880647-1 |
| 13 (117) | 19 lipca 2016                 | ISBN 978-4-08-880742-3 |
| 14 (118) | 19 grudnia 2016               | ISBN 978-4-08-880880-2 |
| 15 (119) | 19 lipca 2017                 | ISBN 978-4-08-880882-6 |
| 16 (120) | 19 września 2017              | ISBN 978-4-08-881233-5 |
| 17 (121) | 19 grudnia 2017               | ISBN 978-4-08-881443-8 |
| 18 (122) | 19 lipca 2018                 | ISBN 978-4-08-881452-0 |
| 19 (123) | 19 października 2018          | ISBN 978-4-08-881596-1 |
| 20 (124) | 19 marca 2019                 | ISBN 978-4-08-881777-4 |
| 21 (125) | 19 lipca 2019                 | ISBN 978-4-08-882015-6 |
| 22 (126) | 19 grudnia 2019               | ISBN 978-4-08-882167-2 |
| 23 (127) | 17 kwietnia 2020              | ISBN 978-4-08-882278-5 |
| 24 (128) | 16 października 2020          | ISBN 978-4-08-882394-2 |
| 25 (129) | 18 grudnia 2020               | ISBN 978-4-08-882544-1 |
| 26 (130) | 19 maja 2021                  | ISBN 978-4-08-882697-4 |
| 27 (131) | 17 września 2021              | ISBN 978-4-08-882836-7 |

## Odbiór
W 2013 roku JoJolion zdobył główną nagrodę podczas 17. edycji Japan Media Arts Festival. W poradniku Kono manga ga sugoi! (edycja 2013 roku) seria zajęła 12. miejsce na liście najlepszych mang dla czytelników płci męskiej. W 2022 roku manga została nominowana do 26. nagrody kulturalnej im. Osamu Tezuki, a także do 53. nagrody Seiun w kategorii najlepszy komiks.
Pierwszy tom JoJolionu był drugą najlepiej sprzedającą się mangą w tygodniu debiutu od 19 do 25 grudnia 2011, z wynikiem 237 374 sprzedanych egzemplarzy. Drugi tom zajął trzecie miejsce, sprzedając się w liczbie 204 791 egzemplarzy w tygodniu od 16 do 22 kwietnia 2012. Trzeci tom zadebiutował na drugim miejscu w tygodniu od 17 do 23 września, osiągając sprzedaż 260 080 egzemplarzy. Wszystkie trzy tomy były jednymi z najlepiej sprzedających się mang w 2012; tom pierwszy zajął 46. miejsce z 534 996 sprzedanymi egzemplarzami, tom drugi znalazł się na 53. miejscu z wynikiem 516 040 sprzedanych egzemplarzy, a tom trzeci zajął 69. miejsce, osiągając liczbę 457 791 sprzedanych egzemplarzy. Tom czwarty uplasował się na drugim miejscu w tygodniu od 12 do 18 maja 2013, sprzedając się w 224 551 egzemplarzach w pierwszym tygodniu.